# Hélio Navarro
Hélio Henrique Pereira Navarro (São José do Rio Pardo, 5 de dezembro de 1940 – São José do Rio Pardo, 17 de setembro de 2002) foi um advogado e político brasileiro.

## Biografia
Hélio Henrique Pereira Navarro nasceu em São José do Rio Pardo (SP) no dia 5 de dezembro de 1940, filho de Hélio de Magalhães Navarro e de Maria Aparecida Pereira Navarro.
Realizou seus estudos secundários no Instituto Educacional Euclides da Cunha, em sua cidade natal, concluindo-o em 1959. No ano seguinte ingressou na Faculdade de Direito da Universidade de São Paulo (USP), formando-se em 1965. Durante a graduação foi orador e presidente do Centro Acadêmico XI de Agosto.
No pleito de novembro de 1966 elegeu-se deputado federal por São Paulo na legenda do Movimento Democrático Brasileiro (MDB), partido de oposição ao regime militar instaurado no país em abril de 1964. Tomou assento na Câmara Federal em fevereiro de 1967 e em 30 de dezembro de 1968 teve cassado seu mandato e suspensos por dez anos seus direitos políticos por força do Ato Institucional nº 5, editado no dia 13 do mesmo mês. Segundo a imprensa, o motivo de sua cassação foi a oposição violenta que vinha desenvolvendo contra o governo. Ainda este mês foi detido, permanecendo preso no Presídio Tiradentes até setembro de 1970. A partir de 1971 passou a atuar como advogado de presos políticos.
Decorridos dez anos, recuperou seus direitos políticos e em 1979 reingressou no MDB. Com o fim do bipartidarismo em novembro desse ano e a conseqüente reformulação partidária, vinculou-se ao Partido do Movimento Democrático Brasileiro (PMDB), agremiação sucessora do MDB, disputando nessa legenda uma cadeira no Senado nas eleições de novembro de 1982, não obtendo êxito. No pleito de novembro de 1986 disputou uma cadeira de deputado federal constituinte, na legenda do PMDB, novamente não sendo bem-sucedido. No ano seguinte assumiu a superintendência do Centro de Estudos e Pesquisas de Administração Municipal (CEPAM) da Fundação Faria Lima, onde permaneceu até 1989. No ano seguinte retornou à sua cidade natal, passando a atuar como advogado. Ainda em 1990 saiu do PMDB e ingressou no Partido Democrático Trabalhista (PDT), legenda pela qual candidatou-se à prefeitura de São José do Rio Pardo no pleito de outubro de 1992, não logrando êxito.
Afastado desde então da vida pública, em janeiro de 2000 dedicava-se ao exercício da advocacia.
Faleceu em São José do Rio Pardo em 17 de setembro de 2002.
Casou-se com Maria Teresa Ribeiro Lopes e Navarro, com quem teve três filhas.
FONTES: ARQ. DEP. PESQ. JORNAL DO BRASIL; CÂM. DEP. Deputados; CÂM. DEP. Deputados brasileiros. Repertório (1967-1971); Estado de S. Paulo (10/8/82); INF. BIOG.; Jornal do Brasil (13/12/77, 30/12/78, 14/1/79).
Site da CD.